# Ptačí oblast Broumovsko
Ptačí oblast Broumovsko zaujímá středovou část CHKO Broumovsko na ploše 9 128,7 ha a probíhá po linii SZ – JV, na délku měří 23 km a v nejširším místě má 6,5 km. Jejími jádry jsou území s pestrým reliéfem a bohatým členěním - rozsáhlá plošina Adršpašsko-teplických skal s navazujícím Křížovým vrchem a Borkem[nepřesný odkaz], hora Ostaš s přilehlou Hejdou, úzký hřbet Broumovských stěn s Vernéřovickou strání a masív Boru. V území rostou staré jehličnaté i listnaté lesy, dále jsou zde zastoupeny suťové listnaté a smíšené lesy na prudkých okrajích pískovcových kuest a reliktní bory.
Předmětem ochrany zdejší ptačí oblasti se stali výr velký (Bubo bubo) a sokol stěhovavý (Falco peregrinus), jejichž výskyt je vázán na biotopy skalních měst. Ve zbytcích bukových porostů žijí další druhy přílohy I - čáp černý (Ciconia nigra), datel černý (Dryocopus martius), holub doupňák (Columba oenas), lejsek malý (Ficedula parva) a sýc rousný (Aegolius funereus), který však dává přednost menším bučinám ve starých jehličnatých porostech. V místech, kde smrkové porosty a bory plošin mají etážovitý charakter, hnízdí kulíšek nejmenší (Glaucidium passerinum).